# День арабского языка в ООН

Эмблема Дня арабского языка

День арабского языка в ООН (араб. اليوم العالمي للغة العربية‎) — праздник, отмечается ежегодно 18 декабря. Праздник был учреждён Департаментом общественной информации ООН в 2010 году «для празднования многоязычия и культурного разнообразия, а также для содействия равноправному использованию всех шести официальных языков во всей Организации».
Дата 18 декабря была выбрана как день утверждения в 1973 году решения о включении арабского языка в число официальных и рабочих языков Генеральной Ассамблеи ООН и её главных комитетов. В 2012 году по предложению Марокко, Саудовской Аравии и Ливии 190-й сессией Исполнительного совета ЮНЕСКО этот день был утверждён как всемирный день арабского языка.